# Eclipsi solar de l'1 de maig de 1185
L'eclipsi solar de l'1 de maig de 1185 fou un eclipsi solar total visible a Amèrica Central, Europa del Nord, Europa de l'Est, i l'actual Kazakhstan. L'ombra de l'eclipsi en la superfície terrestre arribà al màxim a les 13.18:02, del temps universal. El sol es trobava en la constel·lació del Taure en aquell moment.

## Recorregut de l'eclipsi
L'eix de l'ombra passà entre el centre de la Terra i el pol nord; la distància mínima entre el centre de la Terra i l'eix de la Lluna és de 3.357 quilòmetres. La longitud mitjana de l'ombra de la Lluna és de 373.320 km. La distància de la Terra a la Lluna l'1 de maig de 1185 era de 347.727 km. El diàmetre aparent de la lluna era 1.0736 vegades major al del sol. L'ombra tenia una amplitud màxima de 280 km. Va començar a la costa est d'Amèrica Central i creuà l'oceà Atlàntic en direcció nord-est. L'ombra passà per l'actual Nicaragua i l'illa Hispaniola. La durada màxima de l'eclipsi fou enmig de l'Atlàntic Nord, en les coordenades 46° N, 37.2° W. L'eclipsi solar durà 5 minuts i 10 segons. La magnitud de l'eclipsi fou de 1.0736, i fou precedit dues setmanes abans per un eclipsi lunar parcial el 16 d'abril.
Un eclipsi parcial passà per Escòcia, va creuar el mar del Nord i entrà en territori noruec. Segons l'astrònom Sheridan Williams, probablement hi hagué un descens de la temperatura en el moment de l'eclipsi, cap a les 14 h a Escòcia. També afirma que fou el cinquè eclipsi total més llarg a Escòcia, amb una durada de 4 minuts i 40 segons. Williams també assenyala que potser alguns adults a Escòcia haurien pogut experimentar dos eclipsis totals en la seua vida, considerant que l'anterior ocorregué 52 anys abans.
Després de passar per l'actual Suècia, l'eclipsi va tocar part de Finlàndia i cobrí la part nord de la mar Bàltica al golf de Finlàndia. Després l'eclipsi entrà a Rússia, i l'ombra tocà part dels actuals Sant Petersburg, Nóvgorod i Rostov. A mesura que l'ombra viatjava en direcció al sud-est, cobria les actuals Nijni Nóvgorod, Kazan, Ufà i Magnitogorsk. L'ombra de l'eclipsi començà a minvar en entrar al territori del que hui és Kazakhstan i es va extingir completament uns 30 quilòmetres abans d'arribar a Nursultan.

## En la literatura
L'estudi de les ocurrències d'eclipsis pot elaborar un calendari precís per a fets històrics que d'altra manera no es podrien datar.
Aquest eclipsi s'esmenta en el poema èpic de la Rus de Kíev El conte de la campanya d'Ígor. L'observà el príncep Ígor Svyatoslavich i el seu exèrcit mentre estaven en campanya contra els cumans, i va ser interpretat com un missatge de Déu augurant complicacions, i això va aterrir els soldats d'Ígor. Segons el poema, Ígor feu un llarg discurs al seu seguici després de l'eclipsi, per calmar-ne els temors abans de continuar la campanya.
L'eclipsi també apareix al Còdex de Laurenci del segle xiv, que incloïa una primera descripció detallada de les protuberàncies solars, descrites com llengües de flames amb brases vives:
| «                   | El primer dia del mes de maig, el dia del sant profeta Jeremies, el dimecres, durant el servei de vesprada, hi havia un senyal al sol. Es va fer molt fosc, fins i tot les estreles es podien veure; els semblava a les persones com si tot fos verd, i el sol es convertí en una mitja lluna, de les banyes de la qual emanava una resplendor semblant a la dels carboncles. Era terrible veure aquest signe del Senyor | » |
| — Còdex de Laurenci | |   |

La Crònica de Melrose afirma que «aparegueren estreles» a Melrose durant l'eclipsi de 1185, però ho posa en dubte l'escriptor Thomas Cooper, que assenyala que els càlculs científics indiquen que l'eclipsi no fou total en aquest poble escocès.
En Brutus i Tywysogion, la crònica gal·lesa dels prínceps, s'indica respecte a l'eclipsi solar de l'1 de maig de 1185 que: «en aquest any, el dia de les Calendas de maig, el sol canvià de color; i alguns digueren que estava sota un eclipsi.» Bryn Jones creu que hi hagué un eclipsi total solar a les Terres altes d'Escòcia, les Hèbrides Exteriors i Òrcades.